# Pilot żeglugi śródlądowej
Pilot żeglugi śródlądowej – osoba posiadająca odpowiednie kwalifikacje, zajmująca się świadczeniem usług mających na celu ułatwienie ruchu żeglugowego. 
Usługi polegają na udzielaniu kierownikowi statku przebywającego na śródlądowych drogach wodnych informacji lub porad potrzebnych do prowadzenia statku.
Organizowaniem usług pilotażu mogą zajmować się:
- osoba fizyczna
- prawna;
- inna jednostka organizacyjna niemająca osobowości prawnej,

Czynności pilotażu muszą być dokonywane wyłącznie przez pilota.
Pilotem może zostać osoba posiadająca patent żeglarski uprawniający do kierowania wszystkimi statkami i spełniająca ustawowe warunki. Potwierdzeniem posiadania kwalifikacji pilota jest uprawnienie pilotowe. Pilot ponosi odpowiedzialność wobec armatora za szkody spowodowane swoim działaniem. W razie rażącego naruszenia przez pilota przepisów żeglugowych dyrektor urzędu żeglugi śródlądowej może nałożyć na niego karę. 
Obowiązek korzystania z pilota mają: polski i obcy statek morski lub śródlądowy, którego kierownik nie posiada uprawnienia do kierowania statkiem na danej drodze wodnej (pewne kategorie statków i uprawnienia kierownika statku zwalniają go od obowiązku korzystania z pilota). 
Nadzór nad wykonywaniem pilotażu sprawują dyrektorzy urzędów żeglugi śródlądowej na Odrzańskiej Drodze Wodnej według swojej właściwości miejscowej; prowadzą oni tu także listę pilotów świadczących usługi w zakresie pilotażu.